# No Remorse (Tokyo Blade)
No Remorse è un album discografico del gruppo musicale britannico Tokyo Blade, pubblicato nel 1989 dalla Apocalypse Records.

## Il disco
L'album è una versione del disco No Remorse a.k.a. The Eye of the Storm pubblicata per il mercato statunitense da un'etichetta discografica che originariamente non aveva nessun contatto con il gruppo.
Rispetto alla pubblicazione originaria, No Remorse presenta alcune differenze per quanto riguarda la lista delle tracce, il cui ordine è stato modificato escludendone due (Moonlight in Martini e Dark Night Over Paradise) e fondendo 1000 Years con The Eye of the Storm in un unico brano. Ulteriori differenze si possono riscontrare nella copertina, completamente differente rispetto all'originale e nei crediti del disco, dai quali è stato escluso il bassista Dave Sale. L'album fu ri-pubblicato col titolo Eye of the Storm nel 2008, con l'aggiunta di due bonus track.

## Tracce
1. Shadows of Insanity – 5:13 (testo: Michael Pozz – musica: Andy Boulton)
2. 5-Inch Catwalk – 4:56 (testo: Michael Pozz – musica: Andy Boulton)
3. Fever – 4:59 (testo: Michael Pozz – musica: Hans-Jürgen Astor, Jürgen Schwarz)
4. Call Me Angel – 4:54 (Michael Pozz)
5. Tears Are Not Enough – 3:50 (testo: Michael Pozz – musica: Andy Boulton)
6. The Eye of the Storm – 4:59 (testo: Michael Pozz – musica: Mike Sullivan)
7. Crystal Gold – 3:36 (Peter Prestel, Dave Sale)
8. Chains of Love – 4:55 (Andy Boulton)
9. Angel – 4:34 (Peter Prestel)
10. Stop it or Drop It – 4:00 (testo: Michael Pozz – musica: Hans-Jürgen Astor, Jürgen Schwarz)

Durata totale: 45:56

## Formazione
- Michael Pozz - voce
- Andy Boulton - chitarra
- Hans-Jürgen Astor - batteria
- Michael Machwitz - tastiere